# Classicismo despojado

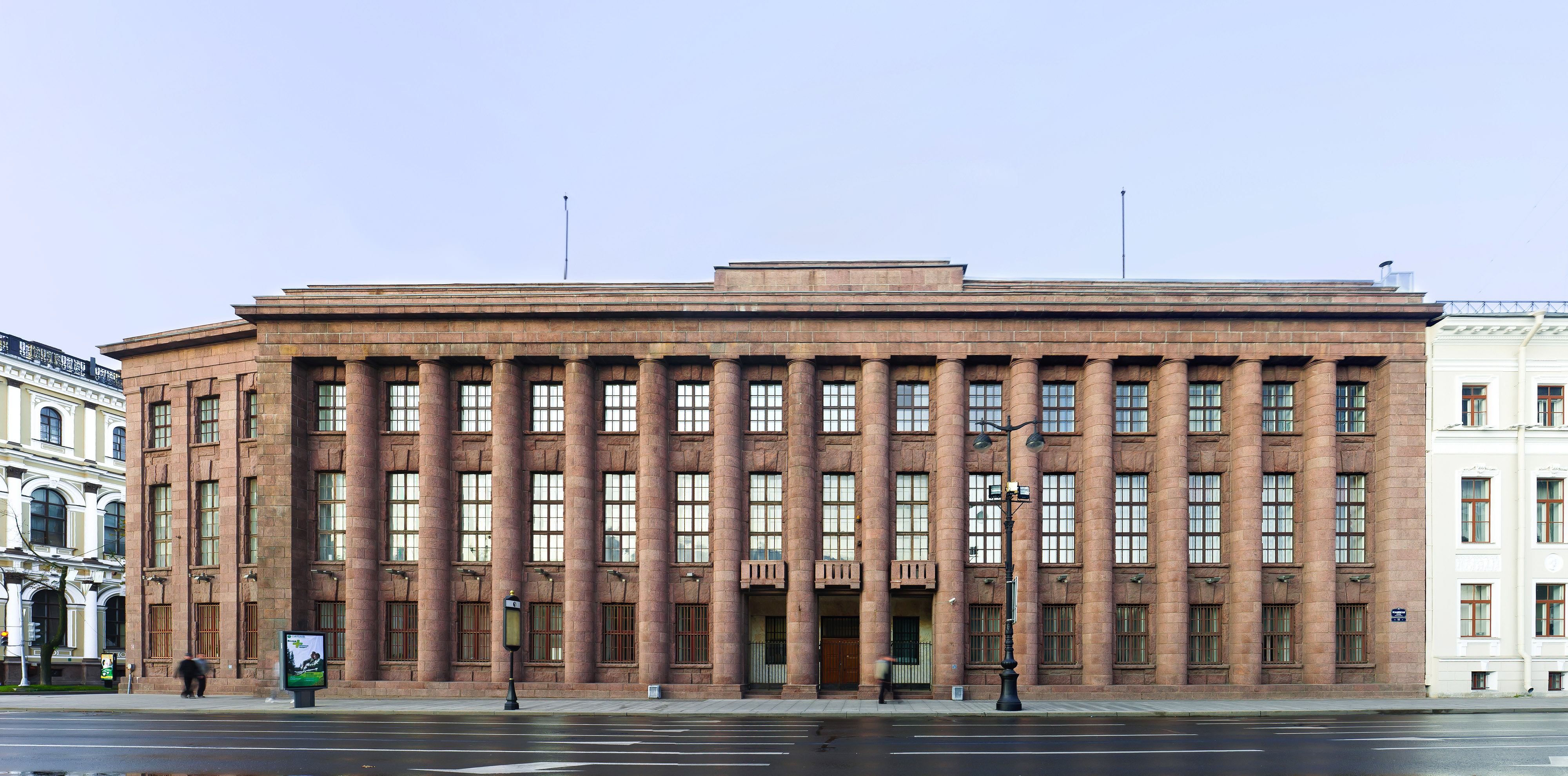
A Embaixada Imperial Alemão (projetada entre 1911–12) Praça de São Isaac, deSão Petersburgo, é considerada o modelo do classicismo despojado. Ele foi despojado ainda mais quando as grandes estátuas originalmente colocada sobre o pedestal no telhado foram removidos durante a I Guerra Mundial.

Classicismo despojado ou Grego moderno é um estilo arquitetônico que teve seu apogeu no século XX, despojado da maior parte ou de toda a ornamentação, frequentemente usada por governos na concepção de edifícios oficiais. Ele foi adaptado por estados tanto totalitários quanto democráticos. O estilo abrange um classicismo "simplificado, mas reconhecível" em termos de massa e de escala, eliminando o tradicional detalhamento decorativo. As ordens da arquitetura são apenas insinuadas, ou indiretamente implicadas, na forma e estrutura. O estilo mais tarde encontrou adeptos nos regimes fascistas da Alemanha e da Itália, bem como na União Soviética durante o regime de Stalin. O Zeppelinfeld, de Speer, e outras partes das áreas de desfile do partido nazista de Nuremberg são, talvez, os exemplos mais famosos na Alemanha, usando elementos clássicos, tais como colunas e altares, juntamente com a tecnologia moderna, tais como holofotes. A Casa del Fascio em Como também faz parte do movimento. Na URSS, algumas das propostas para o não-construído Palácio dos Soviéticos também tinham características do estilo.
Entre arquitetos americanos, o trabalho de Paul Philippe Cret exemplifica o estilo. Seu Château-Thierry-Monumento Americano, construído em 1928, é identificado como um dos primeiros exemplos. Entre outras de suas obras identificadas são o exterior, Biblioteca Folger Shakespeare, em Washington, D.C., de 1933, a Torre Principal da Universidade do Texas em Austin de 1937, o Edifício da Reserva Federalo em Washington, D.C. de 1937, e o Hospital Naval de Bethesda, e 1939.
Às vezes é evidente em edifícios que foram construídos pela Administração de Projectos de Obras durante a Grande Depressão, embora com uma mistura de arquitetura Art Déco ou com seus elementos.
O movimento foi generalizado, e transcende as fronteiras nacionais. Arquitetos que pelo menos nomeadamente experimentaram com o Classicismo Despojado incluem John James Burnett, Giorgio Grassi, Léon Krier, Aldo Rossi, Albert Speer, Robert A. M. Stern e Paulo Troost.[carece de fontes?]

## Descrição e história

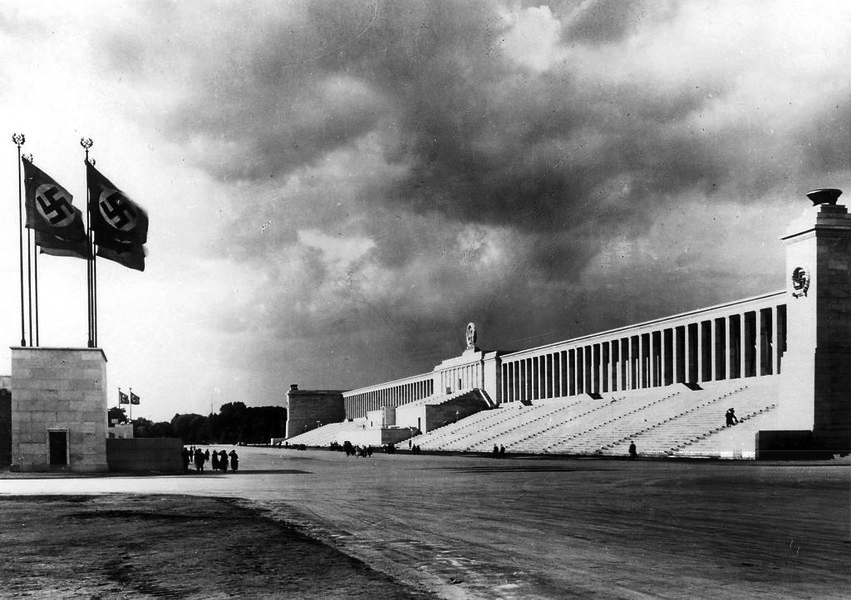
Zeppelinfeld de Albert Speer, perto deNuremberg, em 1934

Embora o termo seja geralmente reservado para o estilo que faz parte da arquitetura racionalista do século XX, características do Classicismo Despojado foram incorporadas em algumas obras dos arquitetos neoclássicos mais progressistas do fim do século XVIII e começo do XIX, como Étienne-Louis Boullée, Claude Nicolas Ledoux, Friedrich Gilly, Pedro Speeth, Sir John Soane e Karl Friedrich Schinkel.
Entre as duas Guerras Mundiais, o classicismo despojado tornou-se padrão para muitos edifícios governamentais e monumentais, em todo o mundo. Os governos usaram este estilo arquitetônico para unir modernidade e classicismo, de um ideal político em resposta a um mundo em rápida transformação. Em parte, esse movimento tem origens na necessidade de poupar dinheiro nas obras governamentais, renunciando aos custos que acompanhavam a mão-de-obra necessária para os detalhes clássicos.
Na Europa, exemplos desse estilo surgiram com a Embaixada da Alemanha na Rússia, projetado por Peter Behrens e concluída em 1912, "estabelecendo modelos para o clássico de pureza desejado pela elite modernista, como Mies van der Rohe, mas também para os enormes edifícios de Hitler, Stalin e Ulbricht, e também edifícios oficiais americanos, ingleses e franceses na década de 1930. 
Apesar de sua popularidade nos regimes totalitários, o estilo também foi adaptada por muitos governos democráticos, inclusive durante o New Deal nos Estados Unidos. Em qualquer caso, supostos fundamentos "fascistas" dificultaram a aceitação do estilo no pensamento arquitetônico. Não há nenhuma evidência de que os arquitetos que favoreceram esse estilo tinham uma disposição política à direita. No entanto, tanto Adolf Hitler como Benito Mussolini eram fãs. Por outro lado, o Classicismo Despojado foi favorecido por Joseph Stalin e diversos regimes comunistas.
Após a queda do Terceiro Reich e o fim da II Guerra Mundial, o estilo saiu de moda. No entanto, foi um pouco revisitado em projetos na década de 1960. O Lincoln Center for the Performing Arts de Nova York, de Philip Johnson, evidenciou "um reavivamento no estilo Clássico Despojado". Da mesma forma, há a Biblioteca Nacional da Austrália (1968) em Camberra.

## Exemplos notáveis
| Nome                                                | Imagem | Localização                                   | Arquiteto(s)                                       | Ano  | Notas |
| --------------------------------------------------- | ------ | --------------------------------------------- | -------------------------------------------------- | ---- | --- |
| Embaixada da Alemanha, São Petesburgo               |        | São Petesburgo, Rússia                        | Peter Behrens                                      | 1913 | |
| Parlamento Provisório                               |        | Camberra, Austrália                           | John Smith Murdoch                                 | 1927 | |
| Casa do Parlamento                                  |        | Helsinque, Finlândia                          | J. S. Sirén                                        | 1931 | |
| Edifício Federal William R. Cotter                  |        | Hartford, Estados Unidos                      | Malmfeldt, Adams & Prentice                        | 1931 | |
| Frist Center for the Visual Arts                    |        | Nashville, Estados Unidos                     | Marr & Holman                                      | 1932 | |
| Biblioteca Folger Shakespeare Library               |        | Washington, D.C., Estados Unidos.             | Paul Philippe Cret                                 | 1933 | John Gregory, escultura arquitetônica; Brenda Putnam, estátua de Puck |
| Edifícios Eccles                                    |        | Washington, D.C., Estados Unidos.             | Paul Philippe Cret                                 | 1937 | Sidney Waugh, escultura arquitetônica; Samuel Yellin, ferro forjado; Ezra Winter, murais                                                                                        |
| San Francisco Mint                                  |        | São Francisco, Estados Unidos                 | Gilbert Stanley Underwood                          | 1937 | |
| Edifício da Suprema Corte do Tennessee              |        | Nashville, Estados Unidos                     | Marr & Holman                                      | 1937 | |
| Palácio da Vitória                                  |        | Bucareste, Roménia                            | Duiliu Marcu                                       | 1937 | |
| Edifício do Departamento de Rodovias da Virginia    |        | Richmond, Estados Unidos                      | Carneal, Johnston & Wright                         | 1937 | |
| Pavilhão Meštrović                                  |        | Zagrebe, Croácia                              | Ivan Meštrović                                     | 1938 | |
| Capitólio do Estado do Oregon                       |        | Salém, Estados Unidos                         | Francis Keally and Trowbridge & Livingston         | 1938 | Leo Friedlander e Ulric Ellerhusen, escultura arquitetônica; Frank Henry Schwarz e Barry Faulkner, murais                                                                       |
| Edifício Patrick Henry                              |        | Richmond, Estados Unidos                      | Carneal, Johnston and Wright                       | 1938 | |
| Prefeitura de Houston                               |        | Houston, Estados Unidos                       | Joseph Finger                                      | 1939 | |
| Edifício Harry S Truman                             |        | Washington, D.C., Estados Unidos              | Underwood & Foster                                 | 1939 | |
| Edifício da Justiça                                 |        | Raleigh, Estados Unidos                       | Northrup & O'Brien                                 | 1940 | |
| Prefeitura de Waltham Forest                        |        | Bairro londrino de Waltham Forest, Inglaterra | Philip Hepworth                                    | 1941 | |
| Corte do Condado de Dauphin                         |        | Harrisburg, Estados Unidos                    | Lawrie and Green                                   | 1942 | |
| Auditório de Lisner                                 |        | Washington, D.C., Estados Unidos              | Faulkner and Kingsbury                             | 1943 | |
| Anıtkabir                                           |        | Ankara, Turquia                               | Emin Halid Onat and Ahmet Orhan Arda               | 1953 | Mausoléu de Mustafa Kemal Atatürk. |
| Biblioteca e Arquivos do Estado "Lorenzo de Zavala" |        | Austin, Texas, Estados Unidos                 | Adams and Adams                                    | 1959 | |
| Memorial dos Mártires de Çanakkale                  |        | Galípoli, Turquia                             | Feridun Kip, Doğan Erginbaş and İsmail Utkular     | 1960 | Memorial de guerra para a batalha de Galípoli |
| Museu Nacional de História Americana                |        | Washington, D.C., Estados Unidos              | James Kellum Smith                                 | 1964 | |
| Biblioteca Nacional da Austrália                    |        | Camberra, Austrália                           | Walter Bunning, in association with T.E. O’Mahoney | 1968 | "[…] derivação moderna no espírito da arquitetura greco-romana antiga. É inequivocamente um edifício do século XX, no estilo arquitetônico que é chamado Classicismo Despojado" |